# Ryan Murphy
Ryan Patrick Murphy (Indianapolis, Indiana, 9 de novembre de 1965) és un guionista, director i productor de cinema i televisió estatunidenc, conegut per les seves sèries de televisió de FX: Nip/Tuck, la de culte Popular, i Glee.
Murphy ha rebut sis premis Primetime Emmy de 36 nominacions, un premi Tony per dues nominacions i dues nominacions als premis Grammy. Sovint ha estat descrit com "l'home més poderós" de la televisió moderna i va signar el major acord de desenvolupament de la història de la televisió amb Netflix. Murphy és conegut per haver creat un canvi en la narració inclusiva que "va portar personatges marginats a les masses".

## Biografia
Es va graduar a la Warren Central High School d'Indianapolis. Va anar a la Universitat d'Indiana, on és membre del diari universitari.
El 1999 és el creador de la sèrie de televisió Popular, retart satíric d'estudiants estatunidencs de secundària, mentre que el 2003 és el creador de Nip/Tuck, retrat laboral, familiar i sexual de dos cirurgians plàstics de Miami, protagonitzada per Dylan Walsh i Julian McMahon.
El 2006 va fer el seu primer llargmetratge Running With Scissors, treta de la novel·la autobiogràfica d'Auguste Burroughs, la pel·lícula compta amb un repartiment que inclou actors com Annette Bening, Alec Baldwin, Brian Cox, Joseph Fiennes i Gwyneth Paltrow.
El 2009 va crear i produir la sèrie de televisió Glee, centrada en les aventures d'un grup de cant. El 2010 dirigeix Julia Roberts a Menja, resa, estima, basada en les memòries d'Elizabeth Gilbert.
Murphy és un activista homosexual.

## Filmografia com a director

### Cinema
- 2006: Retalls de la meva vida (Running with Scissors)
- 2010: Menja, resa, estima (Eat Pray Love)
- 2020: The Prom

### Televisió
- Popular (1999-2001)
- Nip/Tuck (2003-2010)
- Pretty/Handsome (2008) – Telefilm televisiu
- Glee (2009-2015)
- American Horror Story (2011-)[4]
- The New Normal (2012-2013)
- Feud (2017-)
- 9-1-1 (2018-)
- Pose (2018-2021)
- The Politician (2019-2020)
- 9-1-1: Lone Star (2020-)
- Hollywood (2020)
- Ratched (2020)
- American Horror Stories (2021-)
- Dahmer – Monster: The Jeffrey Dahmer Story (2022)[5]
- The Watcher (2022-)